# Džal Mahál
Džal Mahál (hindsky जल महल, anglicky Jal Mahal, doslova Vodní palác) je palác, který se nachází uprostřed jezera Man Sagár, 4,2 km severovýchodně od středu města Džajpur v Indii. Je jedním ze symbolů města a ukázkou rádžputské architektury s vlivy architektury mughalské. Je památkově chráněný (evidován v seznamu kulturních památek svazového státu Rádžastán pod č. S-RJ-48).
Palác je v současné době zčásti zatopený jezerem; nad jeho hladinou ční dvě poschodí. Stavba, která byla zbudována z červeného pískovce, má čtvercový půdorys. Interiér paláce je bohatě dekorovaný mramorovými prvky. V rozích paláce se nachází čtyři věže (čatrí).

## Historie
Palác a okolní jezero byly v 18. století zbudovány maharádžou Savaj Džaj Singhem. Neexistuje přesný záznam o roku dokončení stavby. Umělé jezero nechal napustit na ploše, která byla dlouhodobě podmáčená a voda zde neměla pro místní obyvatelstvo žádný užitek. Palác má ve skutečnosti pět podlaží, z nichž je několik spodních zaplaveno vodou. Jeho počáteční využití bylo nejspíše jako rekreační resort maharádži; lokalita byla vybrána jako vhodné místo pro lov ptáků, konaly se zde ale i velkolepá představení, oslavy a společenské akce. Nesloužil k dlouhodobému obývání a proto se zde nenacházejí ani prostory pro tyto účely. 
Palác byl dlouhou dobu opuštěný a veřejnosti nepřístupný, v závěru 20. století chátral. Některé části stavby se začaly hroutit a budovu zabydleli netopýři. V roce 1971 nad ním byla dokonce zrušena památková ochrana. 
Na počátku 21. století byla provedena rekonstrukce stavby. Rozhodnutí padlo v roce 1999 a bylo uskutečněno formou partnerství veřejného a soukromého sektoru. Obnova jezera byla dokončena v průběhu roku 2003; bylo nezbytné odtěžit odpadky z břehů i ze dna jezera, instalovat čističku odpadních vod a navrátit vodní ploše její původní podobu. Obnova paláce byla dokončena v březnu 2008. Velmi náročné byly především úpravy interiéru, které zahrnovaly obnovu původních dekoračních prvků ve stylu rádžputské architektury 18. století; opulentní mozaiky, oblouky apod. Byl ustanoven tým řemeslníků, který na jejich obnově pracoval celý rok. Na střeše paláce nahradila původní královskou zahradu, která zcela zpustla, nově navržená. 